# Stanley (Karolina Północna)
Stanley – miasto w Stanach Zjednoczonych, w stanie Karolina Północna, w hrabstwie Gaston.